# Gemeinschaft Brot des Lebens
Die Gemeinschaft Brot des Lebens (en.: Bread of Life Community, fr.: Communauté du Pain de Vie) war eine Vereinigung von Gläubigen in der römisch-katholischen Kirche. Sie wurde 1976 in Frankreich gegründet und 1984 als eine Gemeinschaft von Gläubigen bischöflichen Rechts anerkannt. Sie wurde am 9. April 2015 von Jean-Claude Boulanger, Bischof von Bayeux, aufgelöst. Sie war nach eigenen Angaben in 25 Ländern vertreten und zählte einige hundert Mitglieder. 2016 erhielt die Gemeinschaft vom Berliner Erzbischof Heiner Koch neue Statuten und damit eine erneute kirchliche Anerkennung.

## Geschichte
Die Gemeinschaft entstand aus einem Kreis konvertierter Ehepaare, die in Évreux lebten. Die Führung übernahmen Pascal und Marie-Annick Pingault. Die Bewegung verbreitete sich ab 1981 über mehrere französische Diözesen. 1984 wurde die Gemeinschaft im Bistum Bayeux von Bischof Jean Badré kirchenrechtlich als eine Vereinigung von Gläubigen diözesanen Rechts „ad experimentum“ (probeweise) für 6 Jahre anerkannt. Bischof Pierre Pican SDB erteilte 1990 die endgültige diözesane Anerkennung. In den Jahren von 2001 bis 2004 führten vereinsinterne Missstände und unterschiedliche Auffassungen über die Führungsstruktur zu Zerwürfnissen. Die örtlichen Gemeinschaften strebten mehr Selbstbestimmung an. In der Zeit der inneren Auseinandersetzungen und nach der Aberkennung der kirchlichen Anerkennung bildeten sich Nachfolgegemeinschaften, darunter Maison du Pain de Vie (Haus des Brotes des Lebens).

## Selbstverständnis
Der geistige Ursprung lag in der charismatischen Bewegung der 1960er Jahre. Das leitende Ehepaar wählte als Leitwort einen Vers aus dem Evangelium nach Lukas: „Der Geist des Herrn ruht auf mir; denn der Herr hat mich gesalbt. Er hat mich gesandt, damit ich den Armen eine gute Nachricht bringe.“ (Lk 4,18 ). Die Gemeinschaft versammelte sich in der Feier der heiligen Messe und in der eucharistischen Anbetung um den eucharistischen Jesus, das „Brot des Lebens“ (Joh 6,35 ), und verkündigte das „Kommen des Reiches“. Ihre Spiritualität legte das leitende Ehepaar in einem 1993 erschienenen, umfangreichen Buch dar.

## Organisation
Die Gesamtleitung nahm ein Generalrat wahr, dieser bestand aus neun Personen aus der Gründergeneration (Collège des Anciens, Ältestenrat) und dem hauptverantwortlichen Ehepaar. Die örtlichen Gemeinschaften wurden als „Familien“ bezeichnet.
Die Mitgliedschaft unterteilte sich in die gottgeweihten Männer und Frauen und die „Kameraden“ (compagnons). Die Gottgeweihten legten ein Gelübde nach den Evangelischen Räten ab, die Kameraden ein Versprechen. Zur weiteren Mitgliedschaft gehörten die „Mitglieder einer Familie“: Männer und Frauen, die das Leben der Gemeinschaft nach ihren häuslichen und beruflichen Möglichkeiten teilten.
Die Gemeinschaft betreute Schulen, Kinderheime und Notunterkünfte, sie vermittelte Ausbildungsplätze und organisierte für Jugendliche Sommercamps. In Deutschland bestand ab 1994 eine Gemeinschaft im Kloster Vinnenberg im Münsterland. In Berlin betreut die dortige Gemeinschaft eine Notunterkunft.